# Whispers in the Dark (песня)
«Whispers in the Dark» (рус. Шёпот в темноте) — песня христианской рок-группы Skillet, выпущенная в качестве второго сингла из шестого альбома Comatose. Песня имела большую популярность в мейнстриме, а также у христианских радио.
R&R magazine подсчитала, что Whispers in the Dark #1 самая прослушиваемая песня в 2008 году из песен христианского рока на радио (4 505 проигрываний).

## Треки
1. «Whispers in the Dark» (Edit) — 3:13

## Музыка и тематика песни
Музыкальная составляющая песни была исполнена на электрогитарах и барабанах, на которых исполнялся индастриальный звук. В песне поется о том, что когда ты один, ты не один, а Бог с тобой. Это можно рассматривать как ответ на предыдущий трек, Falling Inside the Black.

## Музыкальное видео
Клип был заснят в то же время, что и «Rebirthing», а также синглы были выпущены одновременно. Клип проходил в тёмной комнате с дождем. В видео показывается, что играл на гитаре только Бен Касика. Этот момент единственный, когда играет не две гитары, а одна.

## Титры
- Джон Купер — вокал, бас-гитара
- Кори Купер — гитара, пианино, бэк-вокал
- Бен Касика — гитара
- Лори Петерс — ударные